# Musée régional de Jytomyr
Le musée régional de Jytomyr, fondé en 1865, est un musée d'Ukraine, situé à Jytomyr au 1 de la rue Maïdan Zamkovi.

## Présentation et histoire
Le musée se trouve sur la colline du château et est l'un des plus anciens de l'Ukraine, créé en 1865, elle occupe actuellement l'ancienne maison de l'évêque. Et l'institution dirige le musée-mémorial Korolenko de littérature, la maison natale de Lessia Oukraïnka, le musée de la nature de Jytomyr, le musée Balzac de Verkhivnia, le musée de la partisane Polissia. 

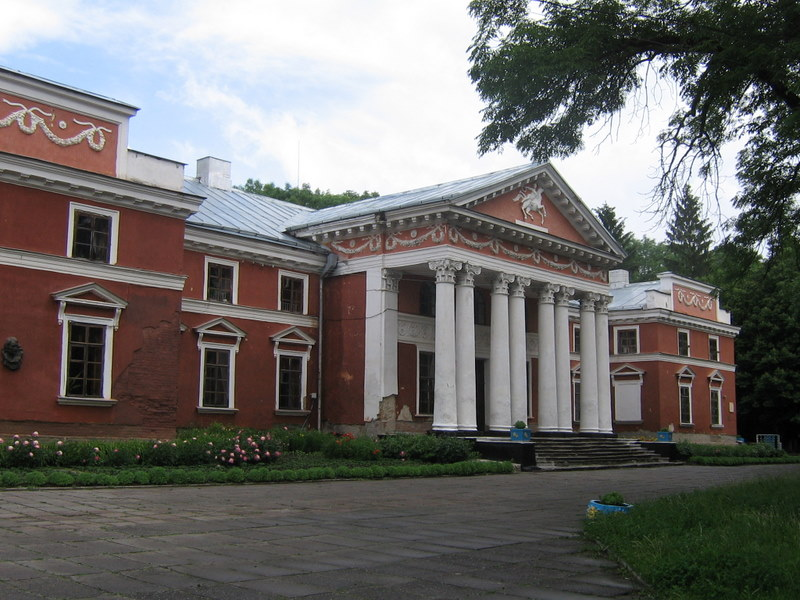
La maison Balzac.

Il est créé sur la base de la bibliothèque municipale qui regroupait des collections de minéraux, au début du XXe siècle puis elle fusionne avec les collections scientifiques de Volyn et celles de Pavlo Toutkovski et Anton Ksienjopolskyi. Après le révolution de 1917 le musée regroupe les collections diocésaines et des collections privées. Puis en 1954 les collections du musée d'histoire locale de Berdytchiv qui fermait.

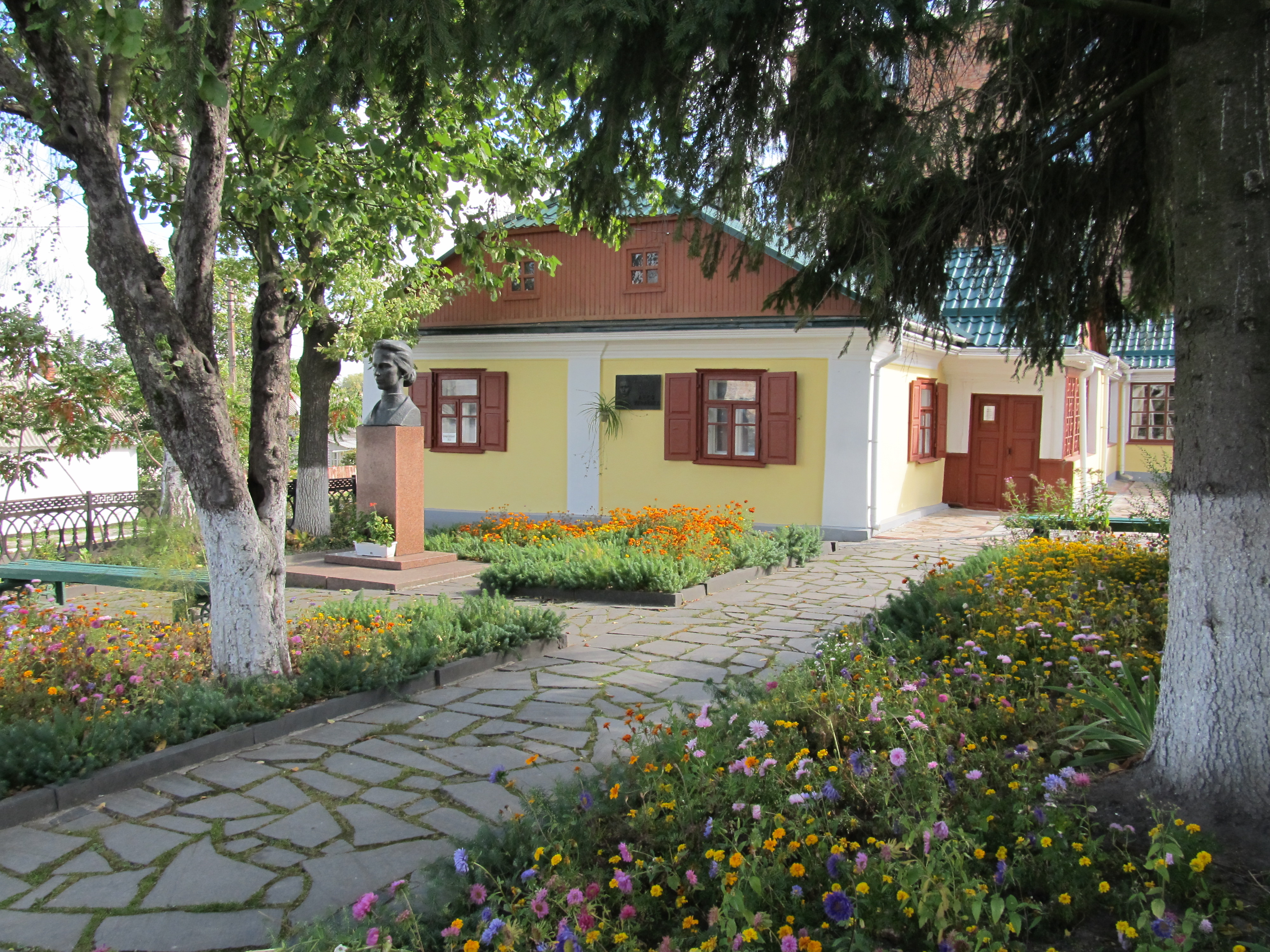
maison natale de Lessia Oukraïnka classée.

## Galerie d'objets

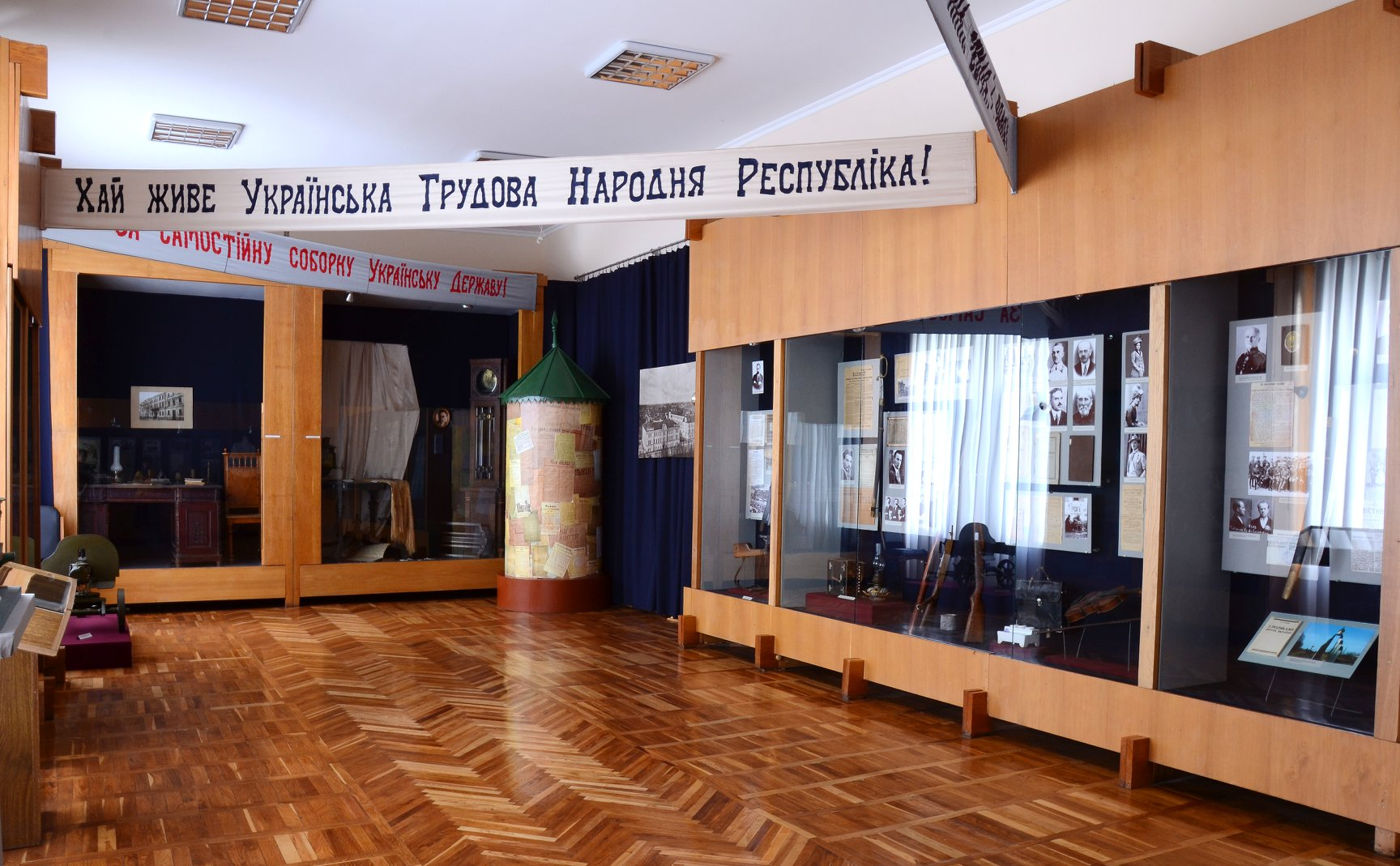
Une salle.
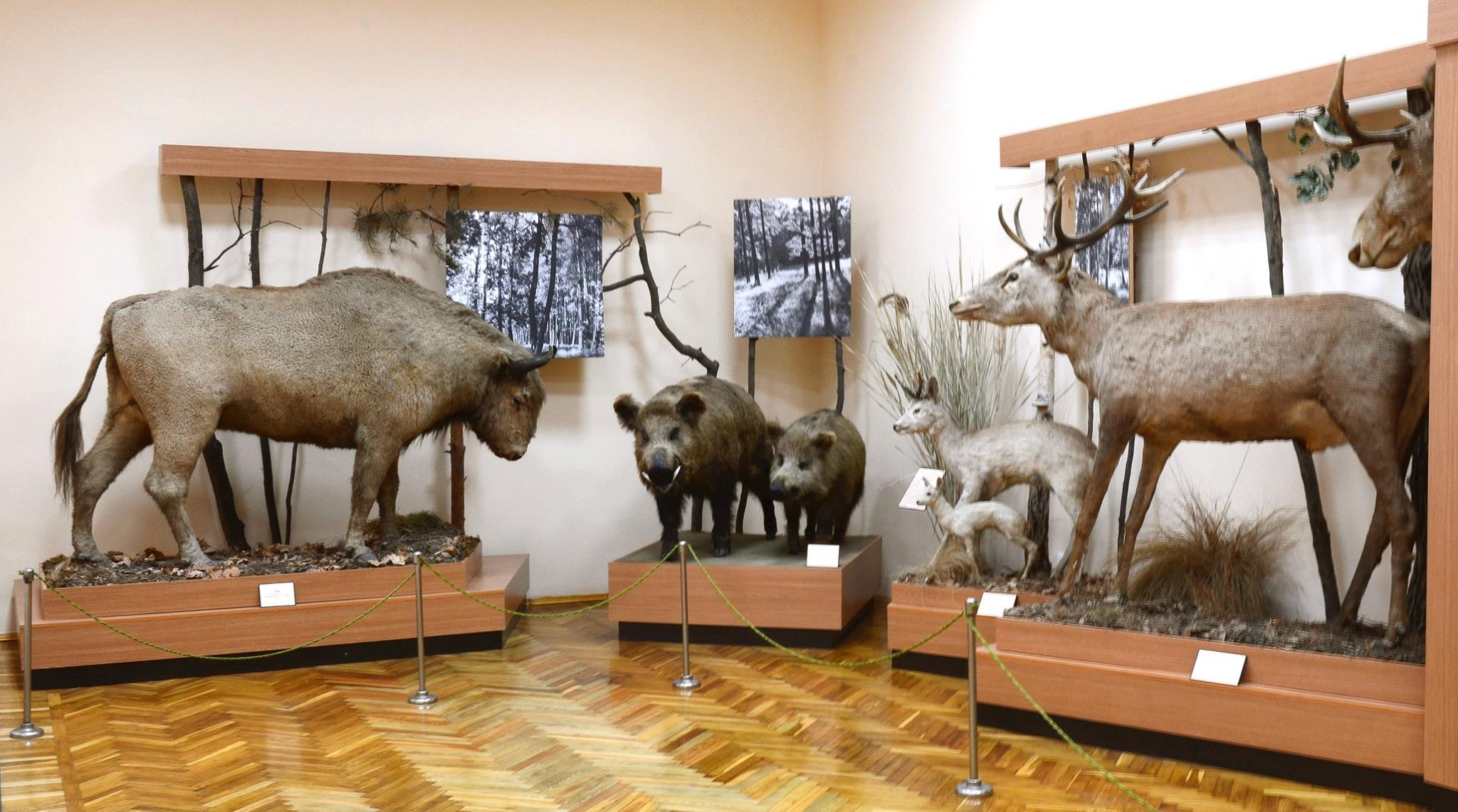
Animaux empaillés.
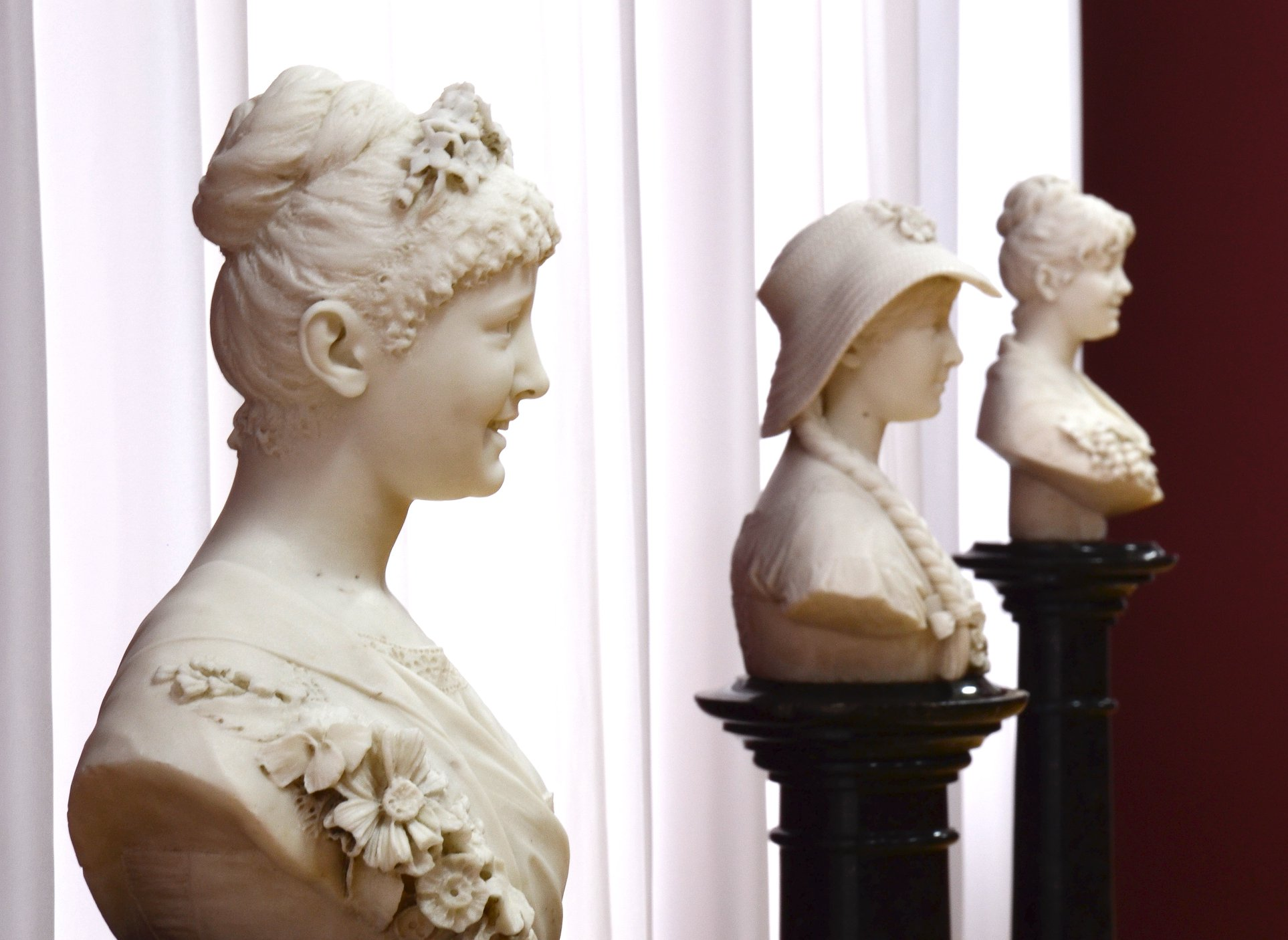
Bustes.